# Asplenium gemmascens
Asplenium gemmascens är en svartbräkenväxtart som beskrevs av Arthur Hugh Garfit Alston. Asplenium gemmascens ingår i släktet Asplenium och familjen Aspleniaceae. Inga underarter finns listade.